# RuPaul
RuPaul Andre Charles (San Diego, California; 17 de noviembre de 1960), más conocido como RuPaul, es una drag queen, modelo, actor, cantante, compositor y presentador estadounidense. Desde 2009 ha producido y presentado el programa de telerrealidad llamado RuPaul's Drag Race por el cual recibió premios Primetime Emmy en 2016, 2017, 2018, 2019 y 2020. Es considerado la drag queen más exitosa en la historia de Estados Unidos. 
RuPaul nació y creció en California, después se mudó a Atlanta para estudiar artes escénicas. Se estableció en Nueva York donde se convirtió rápidamente en una figura popular en los clubes nocturnos. Es muy conocida entre las drag queens por su indiferencia hacia los pronombres utilizados para determinar su género, utilizando tanto él como ella: «You can call me he. You can call me she. You can call me Regis and Kathie Lee; I don't care! Just as long as you call me» ("Puedes decirme él. Puedes decirme ella. Puedes llamarme Regis y Kathie Lee. ¡No me importa! Siempre y cuando me llames"). RuPaul además ha hecho apariciones públicas dentro y fuera del drag.
En el mundo musical, alcanzó popularidad internacional con su canción "Supermodel (You Better Work)" de su álbum Supermodel of the World (1993), y especialmente con "Don't Go Breaking My Heart", dueto con Elton John. Posteriormente grabó otras canciones a dúo con Brigitte Nielsen y Martha Wash. Además ha publicado dos libros: Lettin' It All Hang Out en 1995 y Workin' It en 2010. En 1999, RuPaul fue galardonado con el premio Vito Russo en los Premios GLAAD Media por su trabajo en la promoción de la igualdad de derechos de la comunidad LGBT.
Tuvo un programa de entrevistas en 1996 llamado The RuPaul Show en la cadena VH1. Desde 2009 produce y presenta el concurso televisivo RuPaul's Drag Race; donde realiza la búsqueda de "la próxima superestrella drag", ha producido quince temporadas e inspirado los programas derivados RuPaul's Drag U y RuPaul's Drag Race: All Stars, los cuales son producidos por World of Wonder para Logo.

## Biografía

### 1960–92: Primeros años y carrera
RuPaul nació en San Diego (California) el 17 de noviembre de 1960. Fue nombrado así por su madre, una nativa de Luisiana. El "Ru" proviene del roux, el cual es una salsa base para el gumbo y muchas otras sopas. Cuando sus padres se divorciaron en 1967, él y sus tres hermanas vivieron con su madre, Ernestine "Toni" Charles.
A la edad de 15 años, se mudó a Atlanta, Georgia, con su hermana Renetta para estudiar artes escénicas. En los años siguientes, RuPaul trabajó como músico y cineasta durante la década de 1980. Participó en cine underground, ayudando a crear la película de bajo presupuesto "Star Booty", y un álbum con el mismo nombre. En Atlanta, RuPaul actuaba a menudo en el Celebrity Club como bailarín o con su banda Wee Wee Pole. RuPaul también actuaba como cantante de apoyo a Glean Meadmore junto con la drag queen Vaginal Davis. La primera exposición nacional de RuPaul en los Estados Unidos fue en 1989 con un papel de extra bailarín en el videoclip "Love Shack" por The B-52's.
A principios de los años 1990, RuPaul trabajó en la escena nocturna de Georgia y era conocido por su nombre completo. Inicialmente participando en espectáculos de estilo genderbender, RuPaul actuó en solitario y en colaboración con otras bandas en muchos clubs de Nueva York, el más notable fue el Pyramid Club. Actuó opuestamente a la drag queen de Nueva York Mona Foote (Nashom Benjamin) en el espectáculo parodia de ciencia ficción "My Pet Homo", escrito y dirigido por John Michael Johnson para Cooper Square Productions. Apareció durante muchos años en el festival drag anual Wigstock y apareció en el documental Wigstock: La Película. En la década de 1990, RuPaul era conocido en el Reino Unido por sus apariciones en la serie del Channel 4 Manhattan Cable, una serie semanal producida por World of Wonder y presentada por el estadounidense Laurie Pike sobre el sistema de televisión pública de Nueva York.

### 1993–97:Supermodel of the World,Foxy LadyyHo Ho Ho
En 1993 grabó el álbum de género dance Supermodel of the World. Fue difundido a través del sello discográfico Tommy Boy, siendo la canción "Supermodel (You Better Work)", escogida para ser lanzada como primer sencillo. La canción alcanzó la posición #45 del listado Hot 100 de Billboard y la posición #39 del listado UK Singles Chart.
RuPaul firmó un contrato de modelaje con MAC Cosmetics, convirtiéndose así en la primera supermodelo drag queen. Además lanzó su autobiografía Lettin' It All Hang Out.
En 1996 inició su propio programa de entrevistas transmitido por VH1, llamado The RuPaul Show, entrevistando a una gran variedad de artistas y celebridades. Diana Ross, Nirvana, Duran Duran, Pat Benatar, Mary J. Blige, Bea Arthur, Dionne Warwick, Cyndi Lauper, Olivia Newton-John, Beenie Man, Pete Burns, Bow Wow Wow, y los Backstreet Boys fueron notables invitados.
Ese mismo año lanzó su segundo álbum, Fox Lady, esta vez bajo el sello discográfico Rhino Records. A pesar de su creciente popularidad, el disco no logró ingresar al listado Billboard 200. Sin embargo, el primer sencillo Snapshot fue todo un éxito en los clubes, logrando así la posición #4 en el listado Dance Club Songs de Billboard.

### 2004–07:Red Hot,ReWorkedyStarrbooty
En 2004 lanzó su cuarto álbum. Red Hot. A pesar de su aparente insatisfacción con el lanzamiento, Red Hot marcó el regreso de RuPaul a las listas de popularidad en los Estados Unidos con su primer sencillo Looking Good, Feeling Gorgeous que alcanzó la posición #2 en el listado Dance Club Songs de Billboard.
En 2006 lanzó ReWorked, su primer álbum de mezclas y quinto de su propiedad.

### 2008–10:RuPaul's Drag RaceyChampion
A mediados de 2008, empezó a producir RuPaul's Drag Race, un programa de telerrealidad y concursos transmitido por Logo a partir de febrero de 2009. La premisa del programa tiene a varias drag queens compitiendo para ser elegidas por RuPaul y un panel de jueces como la "Siguiente Superestrella Drag Estadounidense".
En marzo de 2009, lanzó el álbum Champion. El álbum alcanzó la posición #12 en el listado Dance/Electronic Albums y la posición #26 en el listado Top Heatseekers de Billboard.

## Vida personal
RuPaul Andre Charles nació el 17 de noviembre de 1960 en San Diego, California. Sin duda alguna, la vida del artista está repleta de altos y bajos empezando por el divorcio de sus padres en 1967. Tras este suceso, Paul y sus tres hermanas se mudaron junto a su madre. 
Desde temprana edad RuPaul se disfrazaba con vestidos o cualquier cosa con la que poder expresarse como ser humano y fue a temprana edad que se consideró homosexual. En cuanto a esto, las mujeres de su familia siempre le han aceptado tal y como es pero esto no sucedía en el ámbito escolar. RuPaul no fue aceptado por sus compañeros de clase y sufrió bullying por su orientación, por lo que le llevó a consumir alcohol y drogas a la temprana edad de los 10 años. Sus adicciones frenaron cuando se mudó a Atlanta con su hermana y el marido de ésta en 1975 ya que allí comenzó sus estudios en una escuela de interpretación donde, según él, encontró a los suyos. En Atlanta fue donde desarrolló su identidad al completo pero esta no fue reconocida hasta su llegada a Nueva York. En sus inicios en la gran ciudad a duras penas conseguía subsistir pero poco a poco fue creando proyectos que le lanzaron a la fama y a lo que es hoy en día, la mayor estrella drag. 
RuPaul lleva saliendo con el australiano Georges LeBar desde 1994, cuando ambos se conocieron en el club nocturno Limelight de Nueva York. Aprovechó su visita al programa de televisión estadounidense Hollywood Today Live emitido el 15 de marzo de 2017 para promocionar la nueva temporada de su reality show y para afirmar que él y Georges, su pareja desde hace 24 años, contrajeron matrimonio en enero de 2017.

## Discografía

### Álbumes de estudio
| 1993                                               | Supermodel of the World - Fecha de lanzamiento: 8 de junio de 1993 - Sello: Tommy Boy Records | 109 | —  | 1  |
| 1996                                               | Foxy Lady - Fecha de lanzamiento: 29 de octubre de 1996 - Sello: Rhino Records                | —   | —  | 15 |
| 2004                                               | Red Hot - Fecha de lanzamiento: 21 de septiembre de 2004 - Sello: RuCo Inc.                   | —   | 9  | —  |
| 2009                                               | Champion - Fecha de lanzamiento: 24 de febrero de 2009 - Sello: RuCo Inc.                     | —   | 12 | 26 |
| 2011                                               | Glamazon - Fecha de lanzamiento: 25 de abril de 2011 - Sello: RuCo Inc.                       | —   | 11 | 8  |
| 2014                                               | Born Naked - Fecha de lanzamiento: 24 de febrero de 2014 - Sello: RuCo Inc.                   | 85  | 4  | 1  |
| 2015                                               | Realness - Fecha de lanzamiento: 2 de marzo de 2015 - Sello: RuCo Inc.                        | —   | 6  | 3  |
| 2016                                               | Butch Queen - Fecha de lanzamiento: 4 de marzo de 2016 - Sello: RuCo Inc.                     | –   | 3  | –  |
| 2017                                               | American - Fecha de lanzamiento: 24 de marzo de 2017 - Sello: RuCo Inc.                       | –   | 12 | –  |
| 2020                                               | You're a Winner, Baby - Fecha de lanzamiento: 10 de enero de 2020 - Sello: RuCo Inc.          | –   | –  | –  |
| 2022                                               | Mamaru - Fecha de lanzamiento: 7 de enero de 2022 - Sello: RuCo Inc.                          | –   | –  | –  |
| 2023                                               | Black Butta - Fecha de lanzamiento: 6 de enero de 2023 - Sello: RuCo Inc.                     | –   | –  | –  |
| "—" denota lanzamientos que no entraron en los top |                                                                                               |     |    |    |

### Bandas Sonoras
| Año  | Detalles                                                                                                |
| ---- | --- |
| 2020 | AJ and The Queen (TV Soundtrack) - Fecha de lanzamiento: 24 de enero de 2020 - Sello: Warner Bros. Inc. |

### Recopilatorios
| Año  | Detalles                                                                              |
| ---- | ------------------------------------------------------------------------------------- |
| 2017 | Remember Me: Essential, Vol. 1 - Lanzamiento: 3 de febrero de 2017 - Sello: RuCo Inc. |
| 2017 | Essential, Vol. 2 - Lanzamiento: 9 de junio de 2017 - Sello: RuCo Inc.                |
| 2024 | Essential, Vol. 3 - Lanzamiento: 5 de enero de 2024 - Sello: RuCo Inc.                |

### Álbumes Navideños
| Año  | Detalles                                                                              | Posiciones             |
| Año  | Detalles                                                                              | Estados Unidos US Heat |
| ---- | ------------------------------------------------------------------------------------- | ---------------------- |
| 1997 | Ho Ho Ho - Fecha de lanzamiento: 28 de octubre de 1997 - Sello: Rhino Records         | -                      |
| 2015 | Slay Belles - Fecha de lanzamiento: 23 de octubre de 2015 - Sello: RuCo, Inc.         | 27                     |
| 2018 | Christmas Party - Fecha de lanzamiento: 1 de noviembre de 2018 - Sello: RuCo, Inc.    | -                      |
| 2023 | Essential Christmas - Fecha de lanzamiento: 20 de octubre de 2023 - Sello: RuCo, Inc. | -                      |

### EP
| Año  | Detalles                                                                    |
| ---- | --------------------------------------------------------------------------- |
| 1985 | Sex Freak - Fecha de lanzamiento: 1985 - Sello: Funtone Records             |
| 2011 | SuperGlam DQ - Fecha de lanzamiento: 16 de julio de 2011 - Sello: RuCo Inc. |

### Remixes
| Año  | Detalles                                                                        |
| ---- | ------------------------------------------------------------------------------- |
| 2006 | ReWorked - Lanzamiento: 13 de junio de 2006 - Sello: RuCo Inc.                  |
| 2010 | Drag Race - Lanzamiento: 30 de marzo de 2010 - Sello: RuCo Inc.                 |
| 2014 | The CoverGurlz - Fecha de salida: 28 de enero de 2014 - Sello: RuCo Inc.        |
| 2015 | CoverGurlz 2 - Fecha de salida: 3 de febrero de 2015 - Sello: RuCo Inc.         |
| 2016 | Butch Queen: Ru-Mixes - Fecha de salida: 15 de abril de 2016 - Sello: RuCo Inc. |
| 2019 | Queen of Queens - Fecha de salida: 29 de abril de 2019 - Sello: RuCo Inc.       |

### Sencillos
| 1987                                              | "Ping Ting Ting" (as RuPaul Andre Charles)                                  | —  | —  | — | —  |            | Non-album song          |
| 1991                                              | "I've Got That Feelin'"                                                     | —  | —  | — | —  |            | Non-album song          |
| 1992                                              | "Supermodel (You Better Work)"                                              | 45 | 2  | 4 | 39 | - US: Gold | Supermodel of the World |
| 1993                                              | "Everybody Dance"                                                           | —  | —  | — | —  |            | Supermodel of the World |
| 1993                                              | "House of Love"                                                             | —  | —  | — | 40 |            | Supermodel of the World |
| 1993                                              | "A Shade Shady (Now Prance)"                                                | —  | 1  | — | —  |            | Supermodel of the World |
| 1993                                              | "Back to My Roots"                                                          | —  | 1  | — | 40 |            | Supermodel of the World |
| 1993                                              | "Little Drummer Boy"                                                        | —  | —  | — | 61 |            | Non-album song          |
| 1994                                              | "The Extravaganza Megamix"                                                  | —  | —  | — | —  |            | Non-album song          |
| 1994                                              | "House of Love" (re-entry)                                                  | —  | —  | — | 68 |            | Non-album song          |
| 1994                                              | "Whatcha See Is Whatcha Get"                                                | —  | —  | — | —  |            | Non-album song          |
| 1995                                              | "Free to Be"                                                                | —  | —  | — | —  |            | Non-album song          |
| 1996                                              | "Snapshot"                                                                  | 95 | 4  | — | —  |            | Foxy Lady               |
| 1997                                              | "A Little Bit of Love"                                                      | —  | 28 | — | —  |            | Foxy Lady               |
| 1997                                              | "Celebrate"                                                                 | —  | 34 | — | —  |            | Ho, Ho, Ho              |
| 1997                                              | "Funky Christmas"                                                           | —  | —  | — | —  |            | Ho, Ho, Ho              |
| 2004                                              | "Looking Good, Feeling Gorgeous"                                            | —  | 2  | — | —  |            | Red Hot                 |
| 2005                                              | "Workout"                                                                   | —  | 5  | — | —  |            | Red Hot                 |
| 2005                                              | "hollywood u.s.a."                                                          | —  | —  | — | —  |            | Red Hot                 |
| 2006                                              | "People Are People" (with Tom Trujillo)                                     | —  | 10 | — | —  |            | Red Hot                 |
| 2006                                              | "Supermodel (The RuMixes)"                                                  | —  | 21 | — | —  |            | ReWorked                |
| 2007                                              | "Call Me Starrbooty"                                                        | —  | —  | — | —  |            | ReWorked                |
| 2009                                              | "Cover Girl"                                                                | —  | 16 | — | —  |            | Champion                |
| 2009                                              | "Tranny Chaser"                                                             | —  | —  | — | —  |            | Champion                |
| 2009                                              | "Jealous Of My Boogie"                                                      | —  | 1  | — | —  |            | Champion                |
| 2010                                              | "Devil Made Me Do It"                                                       | —  | —  | — | —  |            | Champion                |
| 2011                                              | "Superstar"                                                                 | —  | —  | — | —  |            | Glamazon                |
| 2012                                              | "Glamazon"                                                                  | —  | —  | — | —  |            | Glamazon                |
| 2012                                              | "Responsitrannity"                                                          | —  | —  | — | —  |            | Glamazon                |
| 2013                                              | "The Beginning"                                                             | —  | —  | — | —  |            | Glamazon                |
| 2013                                              | "Peanut Butter" (con Big Freedia)                                           | —  | —  | — | —  |            | Non-album song          |
| 2013                                              | "Lick It Lollipop" (con Lady Bunny)                                         | —  | —  | — | —  |            | Non-album song          |
| 2014                                              | "Geronimo" (con Lucian Piane)                                               | —  | —  | — | —  |            | Born Naked              |
| 2014                                              | "Oh No She Better Don't" (con ShyBoy & Cast of Rupaul's Drag Race Season 6) | —  | —  | — | —  |            | Non-album song          |
| 2014                                              | "Sissy That Walk"                                                           | —  | 14 | — | —  |            | Born Naked              |
| 2015                                              | "New York City Beat" (con Michelle Visage)                                  | —  | —  | — | —  |            | CoverGurlz 2            |
| 2015                                              | "Modern Love"                                                               | —  | —  | — | —  |            | Born Naked              |
| 2016                                              | "U Wear It Well"                                                            | —  | —  | — | —  |            | Butch Queen             |
| 2016                                              | "The Realness" (con Eric Kupper)                                            | —  | —  | — | —  |            | Realness                |
| "—" denota lanzamientos que no entraron en el top |                                                                             |    |    |   |    |            |                         |

## Filmografía

### Películas
- RuPaul Is: Starbooty! (1987)
- Crooklyn (1994)
- The Brady Bunch Movie (1995)
- Wigstock: The Movie (1995)
- Blue in the Face (1995)
- To Wong Foo, Thanks for Everything! Julie Newmar (1995)
- Red Ribbon Blues (1995)
- A Mother’s Prayer (1995)
- Fled (1996)
- A Very Brady Sequel (1996)
- An Unexpected Life (1998)
- EDtv (1999)
- But I'm a Cheerleader (1999)
- The Eyes of Tammy Faye (2000)
- The Truth About Jane (2000)
- For the Love of May (2000)
- Who is Cletis Tout? (2001)
- Michael Lucas' Dangerous Liaisons (2005)
- Work it Girl: The Music Videos (2006)
- Starrbooty (2007)
- Another Gay Sequel: Gays Gone Wild (2008)
- Rick & Steve: The Happiest Gay Couple in All the World (2009)
- Hurricane Bianca (2016)
- Show Dogs (2018)
- Someone Great (2019)
- The B**ch Who Stole Christmas (2021)
- Zombies 3 (2022)
- Nimona (2023)[10]
- Trolls Band Together (2023)

### Cortometrajes
- The Blue Boy Terror (1983)
- Wild Thing (1983)
- Terror II (1983)
- Terror 3D (1984)
- Mahogany II (1986)
- Psycho Bitch (1986)
- American Porn Star (1986)
- Voyeur (1987)
- Police Lady (1987)
- Cupcake (1989)
- Vampire Hustlers (1989)
- Beauty (1989)
- The Brady Bunch Movie (1995)
- A Very Brady Sequel (1996)
- Skin Walker (2004)
- Zombie Prom (2006)
- How We Got Over (2008)
- Pickle Surprise (Tom Rubnitz short film)

### Series de TV
- Sister, Sister (1994)
- Sabrina, the Teenage Witch (1998)
- Popular (TV series) (2001)
- Son of the Beach (2002)
- RuPaul's Drag Race (2009–Presente)
- Ugly Betty (2010)
- RuPaul's Drag U (2010 - 2012)
- RuPaul's Drag Race: All Stars (2012–Presente)
- Life With La Toya (2013)
- Skin Wars (2014)
- Gay for Play Game Show Starring RuPaul (2016–Presente)
- GirlBoss (2017)
- Broad City (2017)
- RuPaul's Drage Race UK (2019_Presente)
- AJ and The Queen (2020)

## Otras obras
- Gagging on the Lovely Extravaganza (1992) [The Return of the Fabulous Pop Tarts]
- Don't Go Breaking My Heart (1993) (#7 UK) [Remake, duet w/Elton John, from Elton John's album "Duets"]
- Whatcha See Is Whatcha Get (1994) [from "Music From The Motion Picture Addams Family Values"]
- I Will Survive (1995) (UK Top 20) [featured on the video to the Diana Ross remake]
- Free To Be (1995) (from "Wigstock: The Movie, Music From The Original Motion Picture)
- It's Raining Men...The Sequel (1995) (#21 UK, #22 US Dance) (Remake, duet w/Martha Wash, from Martha Wash's album "The Collection" and "RuPaul's Go Go Box Classics" compilation album)
- Come (1997) [Writer, sung by Martha Wash, from Martha Wash's album "The Collection"]
- Everybody Say Love (1993) [Writer, sung by Mitsou, from Mitsou's album "Tempted"]
- Do The Right Thing (Don't Do Me Wrong) (1999) [Writer & Backing Vocalist, sung by Ev-Va]
- Queer Duck (1999) [Theme Song vocalist, voice for Lucky Duck]
- Super (1999) [from "South Park: Bigger, Longer & Uncut - Music From And Inspired By The Motion Picture"]
- Bad Girl (2000) [Unreleased, Recorded for Lil Kim's album "Notorious Kim"]
- Say My Name (2001) [w/The Disco Brothers]
- You're No Lady (2002) [duet w/Gitta aka Brigitte Nielsen]
- It's Only Rock 'n Roll (But I Like It) (2003) [Backing Vocalist, sung by Siedah Garrett]
- Electric Ecstacy (2004) [Eklektica featuring RuPaul, available from iTunes]
- Come 2 Me (2006) [Lucy Lawless featuring RuPaul]
- Computer Love (2007) [NSA featuring RuPaul, available from iTunes]

## Premios y nominaciones

### Premios Primetime Emmy
| Premios Primetime Emmy | Premios Primetime Emmy              | Premios Primetime Emmy       | Premios Primetime Emmy | Premios Primetime Emmy |
| Año                    | Categoría                           | Trabajo Nominado             | Resultado              | Ref.                   |
| ---------------------- | ----------------------------------- | ---------------------------- | ---------------------- | ---------------------- |
| 2016                   | Mejor conductor de programa reality | RuPaul's Drag Race           | Ganador                | [ 11 ]                 |
| 2017                   | Mejor reality no estructurado       | RuPaul's Drag Race: Untucked | Nominado               | [ 11 ]                 |
| 2017                   | Mejor reality de competición        | RuPaul's Drag Race           | Nominado               | [ 11 ]                 |
| 2017                   | Mejor conductor de programa reality | RuPaul's Drag Race           | Ganador                | [ 11 ]                 |
| 2018                   | Mejor reality no estructurado       | RuPaul's Drag Race: Untucked | Nominado               | [ 11 ]                 |
| 2018                   | Mejor reality de competición        | RuPaul's Drag Race           | Ganador                | [ 11 ]                 |
| 2018                   | Mejor conductor de programa reality | RuPaul's Drag Race           | Ganador                | [ 11 ]                 |
| 2019                   | Mejor reality no estructurado       | RuPaul's Drag Race: Untucked | Nominado               | [ 11 ]                 |
| 2019                   | Mejor reality de competición        | RuPaul's Drag Race           | Ganador                | [ 11 ]                 |
| 2019                   | Mejor conductor de programa reality | RuPaul's Drag Race           | Ganador                | [ 11 ]                 |
| 2020                   | Mejor reality no estructurado       | RuPaul's Drag Race: Untucked | Nominado               | [ 11 ]                 |
| 2020                   | Mejor reality de competición        | RuPaul's Drag Race           | Ganador                | [ 11 ]                 |
| 2020                   | Mejor conductor de programa reality | RuPaul's Drag Race           | Ganador                | [ 11 ]                 |

### Otros Premios
| Año  | Categoría                                         | Asociación                       | Resultado |
| ---- | ------------------------------------------------- | -------------------------------- | --------- |
| 1993 | Best Dance Video - "Supermodel (You Better Work)" | 1993 MTV Video Music Awards      | Nominado  |
| 1999 | Vito Russo Award                                  | GLAAD Media Awards               | Ganador   |
| 2010 | Outstanding Reality Program - RuPaul's Drag Race  | 21st GLAAD Media Awards          | Ganador   |
| 2012 | Best Reality Show Host - RuPaul's Drag Race       | Critics' Choice Television Award | Nominado  |